# Hygroplasta
Hygroplasta is een geslacht van vlinders van de familie Lecithoceridae.

## Soorten
- H. continctella (Walker, 1864)
- H. lygaea (Meyrick, 1911)
- H. monodryas (Meyrick, 1914)
- H. spoliatella (Walker, 1864)